# Le Temple de Shaolin (film, 1982)
Pour les articles homonymes, voir Le Temple de Shaolin.
Le Temple de Shaolin (chinois : 少林寺 ; pinyin : shǎolín sì) est un film sino-hongkongais réalisé par Chang Hsin Yen (zh) (張鑫炎) sorti en 1982, avec, dans le rôle principal, Jet Li.

## Synopsis
L'empereur Tang est trahi par l'un de ses généraux qui s'installe comme empereur dans la capitale de l'Est. Le fils de l'une des victimes de l'usurpateur s'échappe pour le temple de Shaolin afin d'apprendre le kung-fu, il se fixe comme objectif de tuer celui qui a assassiné son père.

## Fiche technique
- Titre français : Le Temple de Shaolin
- Titre anglais : The Shaolin Temple
- Titre original : chinois : 少林寺 ; pinyin : shǎolín sì
- Réalisation : Chang Hsin Yen (zh)
- Scénario : Shau-Chang Lu, Hau Sit
- Photographie : Chou Pai-Ling
- Musique : Wang Liping[1] ;
- Montage : Wong Ting, Ku Chi Wai, Li Yu Huai, Chang Hsin Yen (zh)
- Société de production : Chung Yuen Motion Picture Company
- Pays de production :  Hong Kong -  Chine
- Genre : Film d'action, Arts martiaux
- Durée : 95 minutes
- Date de sortie :

Hong Kong : 21 janvier 1982
France : 25 juillet 1990

## Distribution
- Jet Li : Chieh Yuan. Débuts cinématographiques de Jet Li.
- Wang Jue (王珏) : Ban Kong
- Sun Jian Kui : Se Kong
- Ding Lan : Bai Wu Xia
- Hai Yu : Shi Fu
- Liu Huai Liang : Liao Kong
- Cui Zhi Qiang : Xuan Kong
- Hu Jian Qian : Wu Kong
- Yu Chenghui (zh) : Wang Renze (neveu de Wang Shichong)
- Ji Chunhua (zh) : Tu Ying
- Hung Yan-yan : Un disciple de Shaolin